# Austroppia petrohuensis
Austroppia petrohuensis är en kvalsterart som först beskrevs av Hammer 1962.  Austroppia petrohuensis ingår i släktet Austroppia och familjen Oppiidae. Inga underarter finns listade.